# 卡菲斯揚美術館

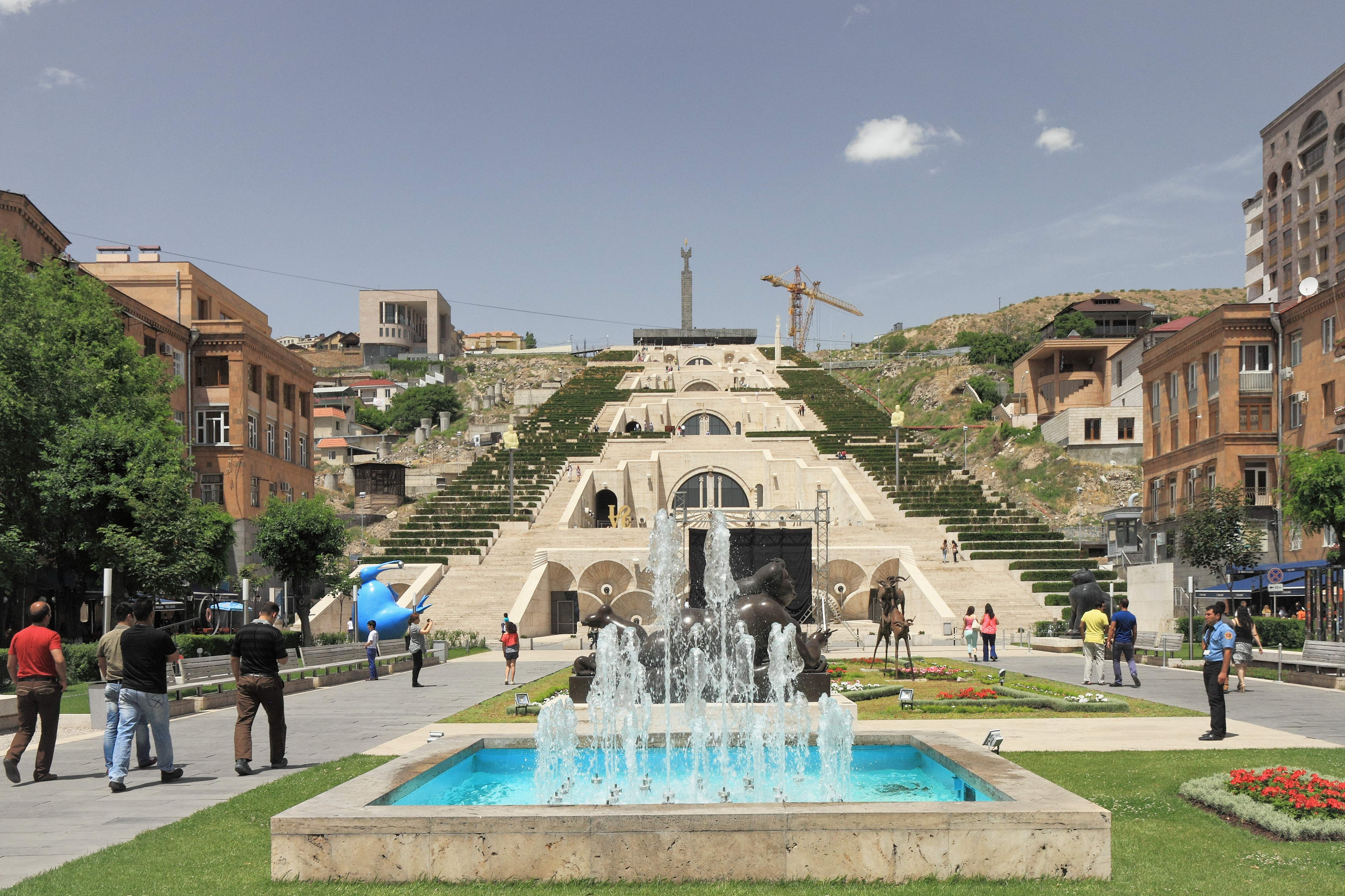

卡菲斯揚美術館是亞美尼亞首都葉里溫的一座美術館，由卡菲斯揚基金會運營。卡菲斯揚美術館位於葉里溫市中心地區，以其的階梯形噴泉而聞名。美術館的創始人是杰拉德·L·卡菲斯揚美術館。

## 历史
美術館開業於2009年11月，在提供多種展覽的同時也舉辦講座、演唱會等活動，開館以來每年均有超過一萬人參觀。